# Stedebergen
Stedebergen is een plaats in de Duitse gemeente Dörverden, deelstaat Nedersaksen, en telt 208 inwoners (2002).